# 西の原
西の原（にしのはら）は、千葉県印西市の町丁。現行行政地名は西の原一丁目から西の原五丁目。郵便番号270-1334。

## 地理
北は牧の原、東は原、南から西は草深に隣接している。

## 世帯数と人口
2017年（平成29年）10月31日現在の世帯数と人口は以下の通りである。
| 丁目         | 世帯数    | 人口    |
| ------------ | --------- | ------- |
| 西の原一丁目 | 311世帯   | 801人   |
| 西の原二丁目 | 450世帯   | 1,274人 |
| 西の原三丁目 | 918世帯   | 2,502人 |
| 西の原四丁目 | 217世帯   | 695人   |
| 計           | 1,896世帯 | 5,272人 |

## 小・中学校の学区
市立小・中学校に通う場合、学区は以下の通りとなる。
| 丁目         | 番地 | 小学校               | 中学校               |
| ------------ | ---- | -------------------- | -------------------- |
| 西の原一丁目 | 全域 | 印西市立西の原小学校 | 印西市立西の原中学校 |
| 西の原二丁目 | 全域 | 印西市立西の原小学校 | 印西市立西の原中学校 |
| 西の原三丁目 | 全域 | 印西市立西の原小学校 | 印西市立西の原中学校 |
| 西の原四丁目 | 全域 | 印西市立西の原小学校 | 印西市立西の原中学校 |

## 施設

### 一丁目
- 印西市立西の原中学校
- カワチ薬品千葉ニュータウン店
- サンキ千葉ニュータウン店
- スポーツデポ千葉ニュータウン店
- ゴルフ5千葉ニュータウン店

### 二丁目
- 印西市立西の原小学校
- 西の原東街区公園

### 三丁目
- 西の原幼稚園
- 西の原保育園
- ケーズデンキ千葉ニュータウン店
- 現代・起亜技術研究所
- 千趣会コールセンター
- 西の原北街区公園
- 西の原西街区公園

### 四丁目
- JA西印旛
- とれたて産直館印西店

### 五丁目
- メガマックス千葉ニュータウン店
- 東京インテリア家具千葉ニュータウン店
- 業務スーパー千葉ニュータウン店
- 牧の原ファッションモール

## 交通

### 鉄道
地内に鉄道は通っていない。原にある北総鉄道北総線の印西牧の原駅が利用できる。

### 道路
- 国道
  - 国道464号
- 都道府県道
  - 千葉県道190号千葉ニュータウン南環状線